# Ortiz de Rozas (Buenos Aires)
Ortiz de Rozas es un pequeño paraje rural del Partido de Veinticinco de Mayo,  Provincia de Buenos Aires, Argentina.

## Ubicación
Se encuentra a 36 km al noroeste de la ciudad de Veinticinco de Mayo, a través de un camino rural que se desprende desde la Ruta Provincial 46 a mitad de camino hacia Bragado.
Se encuentra la Estación Ortiz de Rozas del Ferrocarril General Belgrano que prestó servicios hasta 1977.

## Población
Durante los censos nacionales del INDEC de 2001 y 2010 fue considerada como población rural dispersa.
- Datos: Q6053618